# Jean IV. d’Auxy

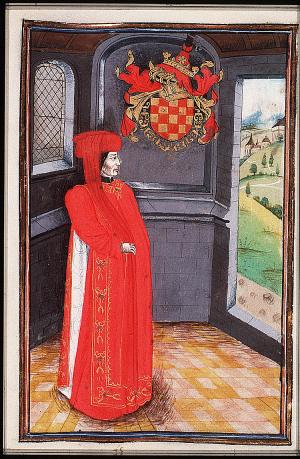
Jean d’Auxy im Statutenbuch des Ordens (Den Haag, KG, 76 E 10, fol. 61r)

Jean IV. d’Auxy (* ca. 1396; † 1474), Seigneur und Baron von Auxy im Artois, Seigneur von Fontaine-sur-Somme, Furmechon etc., war Mâitre des Arbaletriers (Befehlshaber der Armbrustschützen) in der französischen Armee, Ritter im Orden vom Goldenen Vlies und Erzieher Karls des Kühnen.

## Herkunft und Aufstieg
Jean d’Auxy war der dritte Sohn von David, Sire d’Auxy († 1415 in der Schlacht von Azincourt), und Marguerite de la Tremoille. Nach dem Tod seiner Brüder Philippe (1418) und Jacques d’Auxy (1422) erbte Jean den Familienbesitz, noch bevor er am Vorabend der Schlacht von Cravant (31. Juli 1423) auf englisch-burgundischer Seite zum Ritter geschlagen wurde. In seinem 45 Jahre währenden Dienst für den Herzog von Burgund und den König von Frankreich akkumulierte er zahlreiche Ämter und Aufgaben und stieg in der höfischen Hierarchie auf.

## Frühe politische und administrative Tätigkeit
1425 wurde er herzoglicher Capitaine de la Ville von Kortrijk und 1433 von Saint-Riquier, war also für die Verteidigung dieser Städte zuständig. Ebenfalls 1433 übernahm er mit dem Amt des Maître des Eaux et Forêts einen wichtigen Posten als herrschaftlicher Administrator der Grafschaft Ponthieu, was ihm 1438 und 1463 vom französischen König bestätigt wurde.
Über die Ausübung dieser Ämter stieg er zu einem wichtigen Vasallen des burgundischen Herzogs Philipps des Guten auf und nahm an dessen Seite an den Friedensverhandlungen mit dem französischen König teil, die 1435 zum Vertrag von Arras führten. Im daraufhin ausbrechenden Krieg gegen den bisherigen Verbündeten England konnte Auxy 1436 Gamaches und 1437 Stadt und Burg Le Crotoy erobern und wurde außerdem zum Generalkapitän des Herzogs für die Grenzregionen ernannt. Noch im gleichen Jahr übernahm er auch die Ämter eines Capitaine de la Ville von Thérouanne und eines Maître des Eaux et Forêts der Grafschaft Artois. Die zahlreichen administrativen und militärischen Ämter und Aufgaben, die er bereits zu diesem Zeitpunkt angesammelt hatte, nahm er allerdings nicht vollständig persönlich wahr, sondern ernannte Stellvertreter und Mitarbeiter.

## Tätigkeit am burgundischen Hof und weitere administrative Ämter
1440 wurde d’Auxy „Leibwächter, Kammerherr und Erzieher“ des burgundischen Kronprinzen Karl (* 1433, später genannt „der Kühne“), der den Titel eines Grafen von Charolais trug. Als solcher übernahm er unter anderem auch die sportlich-körperliche und ritterliche Ausbildung. Es sind mehrere Geschenke Auxys an Karl bekannt. Einer nachträglich angefertigten Rechnungsliste aus dem frühen 16. Jahrhundert zufolge erhielt er eine Gage von 30 Sous sowie eine monatliche Pension von 50 Livre. Spätestens mit Übernahme dieses Amtes war er am herzoglichen Hof fest etabliert und gehörte zu den angesehensten Adeligen des burgundischen Reiches, was sich unter anderem in der Aufnahme in den Orden vom Goldenen Vlies als dessen 46. Mitglied beim fünften Ordenskapitel 1445 in Gent zeigte.
Weiterhin übernahm Jean d’Auxy zahlreiche Ämter in Verwaltung und Verteidigung, so die Funktion eines Capitaine de Ville in den Städten Abbeville (1442, mit dem offiziellen Recht, sich dort vertreten zu lassen), Oudenaarde (1450, drei Jahre später vom König bestätigt, 1467 aufgegeben) und Rupelmonde (1459). Im Ponthieu stieg er 1442 zum Seneschall, 1463 zum Maître des Eaux et Forêts und 1466 zum Gouverneur auf, in der Picardie ebenfalls 1463 zum Maître des Eaux et Forêts. Daneben baute er auch seinen privaten Besitz aus: 1446 erhielt er vom Herzog die Mittel, die von den Engländern niedergebrannte Burg Auxy, den Stammsitz seiner Familie, wieder aufzubauen; 1467 wurde ihm außerdem die Festung Fallaix übergeben. Im Jahr davor hatte er als Kapitän von Abbeville außerdem den Titel „Amiral sur les côtes de la rivière de Somme“ (Admiral der Küsten der Somme) erhalten.

## Letzte Lebensjahre
Die Karriere d’Auxys am burgundischen Hof setzte sich in den folgenden Jahrzehnten ebenfalls fort: Ab 1456 war er der Erste Kammerherr des Kronprinzen Karl von Charolais, da dieser mit Erreichen der Volljährigkeit keinen Erzieher mehr benötigte. Von 1461 bis 1465 gab er dieses Amt auf und ging in den Dienst des französischen Königs. Als Maître des Arbalétriers („Kommandeur der Armbrustschützen“) war er dabei über die Armbrust hinaus für die komplette Artillerie des Reiches verantwortlich. In den Jahren 1465 bis 1467 wurde er jedoch wieder Erster Kammerherr des burgundischen Prinzen und war anschließend einige Monate Erster Kammerherr des Herzogs selbst. 1468, bereits nach seinem Rückzug von den offiziellen Hofämtern, nahm er schließlich an der Hochzeit Karls des Kühnen mit dessen dritter Frau Margareta von York teil. Zwei seiner illegitimen Söhne, Jean und Antoine, kämpften auf dem zu den Feierlichkeiten stattfindenden Turnier.
Jean IV. d’Auxy starb um den 15. August 1474 und wurde in Armentières bestattet.

## Familie
Die Ehefrau von Jean d’Auxy war Jeanne, Dame de Flavy, de Basentin et d’Averdoing, Erbtochter von Jean, Seigneur de Flavy, und dessen Frau Jeanne d’Antoing, Der Ehevertrag wurde am 17. September 1447 unterzeichnet. Der Ehe entstammten zwei Töchter:
- Isabeau, Dame d’Auxy; ⚭ Philippe de Crèvecœur (1418–1494), Seigneur de Querdes, 1485 Marschall von Frankreich, keine Nachkommen
- Marie d’Auxy († vor 1480), Erbin des Familienbesitzes; ⚭ Johann von Brügge, Herr von Gruuthuse, Gouverneur der Picardie († 1512)

Hinzu kommen uneheliche Kinder mit Felice de Marchant, von denen vier namentlich bekannt sind:
- Jean bâtard d’Auxy, Seigneur de Vareilles et de Boussois; ⚭ I Isabeau de Trazegnies, ⚭ II Isabeau de la Moere
- Antoine bâtard d’Auxy, Seigneur de la Tour, Capitaine des Archers du Corps des Kaisers Maximilian; ⚭ I Marguerite de Hallwin; ⚭ II Antoinette de Saveuses
- Georges bâtard d’Auxy, Maître d’hôtel des Königs Ludwig XII.
- Marguerite bâtarde d’Auxy; ⚭ 7. Januar 1462 (Ehevertrag) Charles Bonneteau, Seigneur de Festus bei Hondaing